# Berkelella
Berkelella — рід грибів родини Clavicipitaceae. Назва вперше опублікована 1891 року.

## Класифікація
До роду Berkelella відносять 3 види:
- Berkelella caledonica
- Berkelella stilbigera
- Berkelella stromaticola